# Platzspitz
Il Platzspitz è un parco della città di Zurigo, situato nei pressi del Museo nazionale di Zurigo, all'incontro tra i due fiumi zurighesi Sihl e Limmat. Negli anni '80 e '90 il parco ottenne fama internazionale per via di una quantità enorme di tossicodipendenti che ne popolavano gli spazi aperti, perlopiù eroinomani provenienti dalla città, dal resto della Svizzera e da tutta Europa.

## Storia del parco

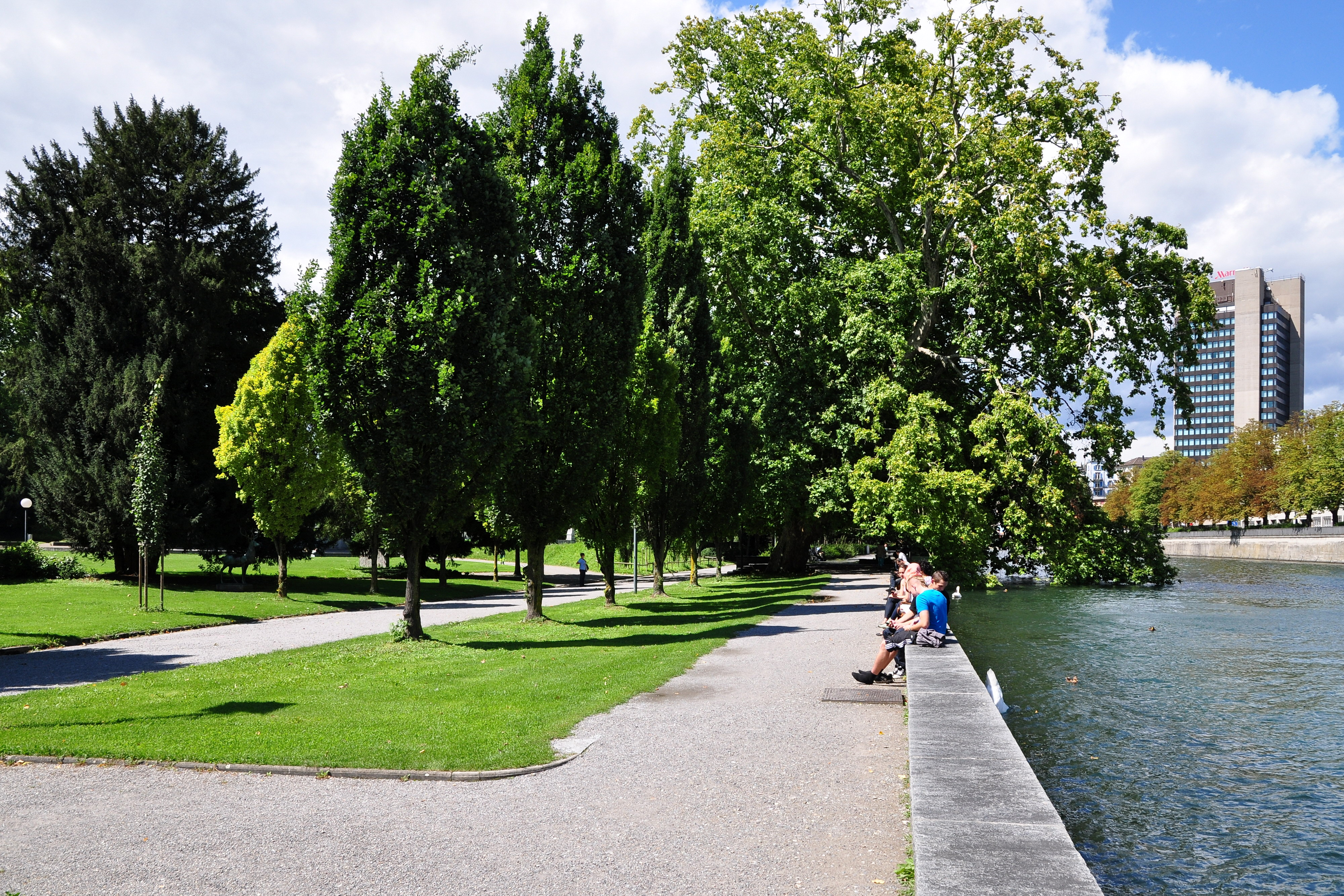
Un'immagine recente del Platzspitz con la Limmat sulla destra; lo Zurich Marriott Hotel è visibile sullo sfondo

Le origini del parco risalgono all'epoca medievale. Utilizzato nel XIV° secolo come riserva di caccia e in seguito come piazza d'esercizio militare, a partire dal XVIII° secolo il parco vide al suo interno il fiorire dell'architettura barocca. Oggi il Platzspitz è un parco pulito e ordinato, che sorge nei pressi della Stazione centrale di Zurigo, e le autorità zurighesi lo presentano come un luogo tranquillo perfetto per le famiglie. All'interno del parco si trova un gazebo risalente all'epoca dell'Esposizione nazionale svizzera del 1883, proprio dietro all'edificio del Museo nazionale di Zurigo.

### Il problema della droga
Durante gli anni '80 il Platzspitz divenne tristemente famoso per il fenomeno della tossicodipendenza e dello spaccio di droga al suo interno. I tossicodipendenti (soprattutto eroinomani) iniziarono a frequentare sempre di più le diverse aree del parco, anche in pieno giorno. I tentativi delle autorità di disperderli altrove non risolsero il problema, poiché i tossicodipendenti si disperdevano prima in altre zone della città per poi riunirsi continuando lo spaccio e il consumo di sostanze stupefacenti. Nel 1987 le autorità decisero quindi di lasciare i tossicodipendenti all'interno del parco, permettendo lo spaccio illegale e il conseguente consumo di droga, al fine di contenere il problema della tossicodipendenza, all'epoca in continua crescita. Il fatto che la polizia non avesse l'autorizzazione per entrarvi ed eseguire arresti portò velocemente al degrado l'intero parco: nel Platzspitz si contavano fino a tremila tossicodipendenti ogni giorno (tanto che si coniò il termine Needle Park, ovvero il corrispettivo inglese di "Parco degli aghi", o anche "Mecca della droga"), che provenivano dalla città zurighese, da tutta la Svizzera e da tutta Europa; tuttavia, nonostante gli aiuti dati ai tossicodipendenti nel quadro del programma ZIPP - acronimo inglese che sta per Zurich Intervention Pilot Project - i problemi non finirono presto. L'anno prima della chiusura del Platzspitz vennero distribuite un totale di cinque milioni di siringhe pulite, i soccorritori dovettero rianimare 3600 persone e 21 tossicodipendenti persero la vita all'interno del parco. La totale mancanza di controllo della situazione portò a un intensificarsi dello spaccio, a un aumento della criminalità (in particolar modo dato dagli spacciatori che cercavano di controllare i punti di spaccio per assicurarsi il mercato, nonché dai tossicodipendenti che rubavano le dosi), a una quantità di overdose che erano ormai all'ordine del giorno. Entrare all'interno del parco, dall'accesso con a destra il fiume Limmat e alla sinistra il Landesmuseum Zürich, separato da un'alta cancellata al di là della quale un tranquillissimo Café, dava la sensazione di entrare in un Inferno Dantesco: migliaia e migliaia di tossicodipendenti, fino a 10-12.000 nel caldo estivo, tutti intenti a scaldare il cucchiaino e a iniettarsi l'eroina, chi sdraiato e soporoso dopo la dose, alcuni sul muraglione lungo il fiume Limmat, taluni ripescati morti nel fiume come riportato dalle radio, la Kantonspolizei Zuerich che entrava nel Parco chiusa dentro furgoncini senza uscire, le migliaia e migliaia e migliaia di siringhe insanguinate lungo i viali e nei prati, chi addirittura le raccoglieva per riutilizzarle, sullo sfondo migliaia di tossicodipendenti a muoversi in un incessante continuo a mo' di sciame d'api attorno ai punti di spaccio, gli spacciatori confusi tra le migliaia di tossicodipendenti e pericolosi che controllavano chi fosse entrato e non fosse stato tossico come un pastore fa col proprio gregge di pecore, la sensazione e la consapevolezza di essere l'unica persona lì diversa da tutti e di non poter contare sull'aiuto di nessuno, e al di fuori del Parco, vicino alla Stazione Ferroviaria Centrale, nel prendere le scale mobili nei sottopassi ritrovarsi all'arrivo di fronte a tossicodipendenti pronti a scipparti e a rapinarti la sera nella indifferenza generale. Questo era Platzspitz. Il Platzspitz diventò a tutti gli effetti un'enorme fonte di imbarazzo per le autorità zurighesi e per tutta la Svizzera. Il 5 febbraio del 1992 le autorità zurighesi decisero di porre fine al problema, evacuando e chiudendo il parco. Nonostante lo stanziamento di una cifra equivalente a 1.5 milioni di dollari statunitensi, data la mancanza di un reale piano per accompagnare la chiusura e l'evacuazione, lo stesso problema si ripropose non lontano dal Platzspitz: durante il corso dei successivi tre anni i tossicodipendenti si spostarono vicino alla vecchia stazione del Letten, e il fenomeno ebbe una ricaduta ancora più violenta e marcata. Nel 1995 si decise di risolvere nuovamente il problema con un piano di attuazione che prevedeva aiuti, tra i quali la distribuzione controllata di eroina e di metadone, nonché dei programmi per l'integrazione professionale, in una politica che la Svizzera definì "dei quattro pilastri: repressione, prevenzione, terapia e aiuto alla sopravvivenza".

### Anni seguenti

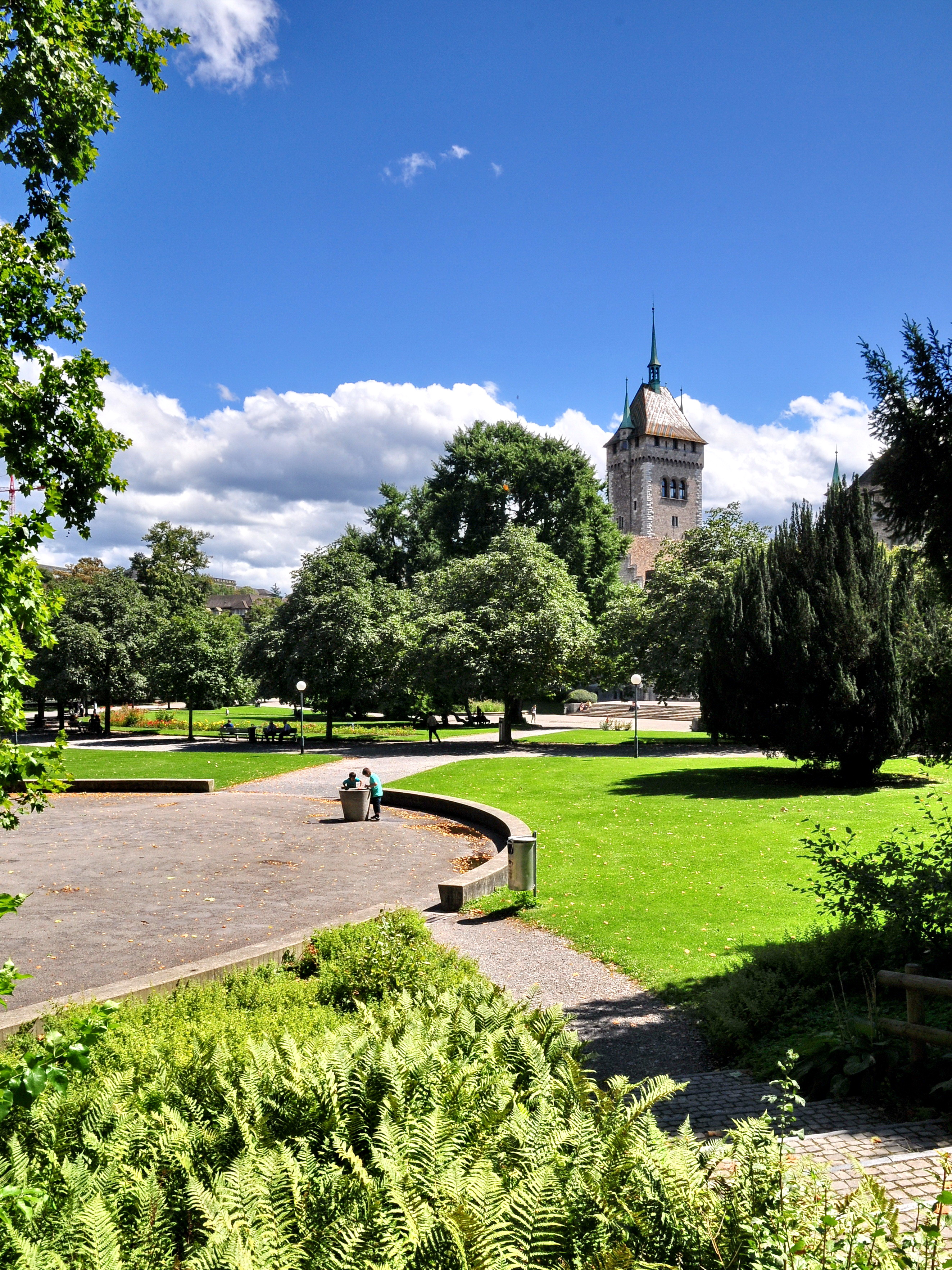
Vista del Platzspitzpark con il Landesmuseum Zürich

Il Platzspitz di oggi si presenta come un parco tranquillo e pulito, che niente ha da spartire con la situazione disperata vissuta dalla città di Zurigo negli anni '80 e '90. Le scene aperte che hanno caratterizzato la zona per diversi anni sono scomparse, e oggi vi si trovano fra gli altri appassionati di jogging, famiglie con bambini piccoli e turisti. La vecchia stazione del Letten è invece diventata un ritrovo di appassionati di skateboard, e durante l'estate si riempie di turisti e locali che fanno il bagno nella Limmat. Per le autorità, ciò è sintomo del fatto che la politica dei quattro pilastri ha funzionato, dando i frutti sperati.

## Nella cultura di massa
Nel 2020 è stato prodotto il film Platzspitzbaby, basato sull'omonimo libro autobiografico del 2013 scritto da Michelle Halbheer.